# Uma História Escrita pelo Dedo de Deus
Uma História Escrita Pelo Dedo de Deus é o primeiro álbum ao vivo do cantor brasileiro Thalles, gravado em Belo Horizonte em julho de 2011. Foi lançado em CD duplo, CD 1 e 2 e DVD duplo pela gravadora carioca Graça Music. O trabalho recebeu elogios da mídia especializada e foi aclamado pelo público, recebendo disco de platina. A obra foi indicada ao Troféu Promessas em 2012.
O projeto reuniu, também, as participações de Gabriela Rocha e André Valadão. Sua versão audiovisual contou com direção de vídeo de Alex Passos. Esta versão em vídeo foi eleita o melhor DVD da década de 2010 pelo portal Super Gospel.

## Faixas
| CD 1           |                                          |                                  |         |  |
| N.º            | Título                                   | Compositor(es)                   | Duração |  |
| 1.             | "Escrita pelo Dedo de Deus"              | Thalles Roberto                  | 08:42   |  |
| 2.             | "Deus da Minha Vida"                     | Thalles Roberto                  | 05:26   |  |
| 3.             | "Me faz Viver"                           | Thalles Roberto                  | 04:14   |  |
| 4.             | "Arde Outra Vez"                         | Thalles Roberto                  | 09:05   |  |
| 5.             | "Como é Bom Acordar"                     | Thalles Roberto                  | 04:46   |  |
| 6.             | "Eu Amo Vocês 3"                         | Thalles Roberto                  | 05:58   |  |
| 7.             | "Eu Escolho Deus"                        | Thalles Roberto                  | 04:00   |  |
| 8.             | "Mesmo sem Entender"                     | Thalles Roberto                  | 04:36   |  |
| 9.             | "Nada Além de Ti" (Part. Gabriela Rocha) | Thalles Roberto                  | 06:14   |  |
| 10.            | "Casa do Pai"                            | Thalles Roberto                  | 04:33   |  |
| 11.            | "Oh Meu Irmãozinho"                      | Thalles Roberto e Daner Trindade | 04:54   |  |
| Duração total: | Duração total:                           | Duração total:                   | 62:32   |  |

| CD 2           |                                     |                                              |         |  |
| N.º            | Título                              | Compositor(es)                               | Duração |  |
| 1.             | "Meu Mundo"                         | Thalles Roberto, Marco Marques e Eliseu Rosa | 05:03   |  |
| 2.             | "O que Queres de Mim"               | Thalles Roberto                              | 08:08   |  |
| 3.             | "Quando essa igreja ora"            | Thalles Roberto                              | 05:01   |  |
| 4.             | "Deus da Força"                     | Thalles Roberto                              | 03:47   |  |
| 5.             | "Ele é Contigo"                     | Thalles Roberto                              | 06:17   |  |
| 6.             | "Como Ele Sempre Faz"               | Thalles Roberto e Estevam Hernandes          | 04:08   |  |
| 7.             | "Deus me Ama" (Part. André Valadão) | Thalles Roberto                              | 08:58   |  |
| 8.             | "Aleluia"                           | Thalles Roberto                              | 05:54   |  |
| 9.             | "Clareia"                           | Thalles Roberto                              | 04:17   |  |
| 10.            | "Jesus me Achou"                    | Thalles Roberto                              | 06:44   |  |
| 11.            | "Esse é que é Deus"                 | Thalles Roberto e Samuel Mizrahy             | 04:00   |  |
| Duração total: | Duração total:                      | Duração total:                               | 62:24   |  |